# Cyphocharax microcephalus
Cyphocharax microcephalus es una especie de peces de la familia Curimatidae en el orden de los Characiformes.

## Morfología
Los machos pueden llegar alcanzar los 16,9 cm de longitud total.

## Hábitat
Vive en zonas de clima tropical.

## Distribución geográfica
Se encuentran en Sudamérica:  cuencas fluviales  atlánticas de la Guayana, Surinam y, posiblemente, la Guayana Francesa.